# Амантеа
Амантеа (на италиански: Amantea) е град и център на община в Южна Италия, област Калабрия, провинция Козенца. Населението е 13 786 души към 31 август 2007 г.

## География
Градът е разположен на крайбрежието на Тиренско море. Той се простира в продължение на 13 km по крайбрежна долина, която е оградена от склоновете на планината Сила. Старият град е разположен на един от хълмовете, докато новият град се разпростира до крайбрежието, където се намира и плажът, посещаван от много туристи.
Амантеа е разделен на следните квартали: Акичела, Камоли и Корека. Наблизо се намира подселището Кампора Сан Джовани. Съседни на Амантеа общини са Белмонте Калабро, Клето, Ночера Торинезе, Сан Пиетро ин Амантеа и Сепа д'Айело.
Основни забележителности са руините на замъка над града и църквата „Сан Бернадино да Сиена“, построена през 1426 г. и представляваща един от редките примери на късната готика в Калабрия.

## История
В близост на Амантеа е намерено древногръцко светилище, датиращо от 6 век пр. Хр. От същото време датират и намерените останки на брутско селище в близките планини. Брутското селище с име Клампетия (лат. Clampetia) е превзето от римляните през 204 г. пр. Хр. и преименувано на Колиния Агер Клампетиус (лат. Colonia Ager Clampetinus). Сегашното име на град Амантеа е споменато за първи път през 7 век.
През 839 г. арабите превземат Амантеа и го правят център на емирство. През 885 г. градът е превзет от византийците начело с Никифор Фока. През 1094 г. седалището на епископията е преместено от Амантеа в Тропеа.
През 1495 г. градът успешно се противопоставя на френския крал Шарл VIII, който взема участие в т.нар. Италиански войни.
От началото на 19 век започва застрояването на долината под стария град. От 1950 г. започва да се развива туристическа дейност, която води до инвестиции в инфраструктурата на цялата община.
През последните години в града и околностите се преселват множество български имигранти.

## Култура

### Музика
Първият музикален оркестър в Амантеа е създаден през 1859 година от кметството на Ахиле Лонго (Longo). От 1927 фо 1965 година, тази формация бива ръководена от кметът Марио Алое, който й дава името. 
През 1987, Музикалната Банда Франческо Курчио  (Banda Musicale Francesco Curcio) е създадена от учителя Франческо Курчио и първоначално в чест на Ахиле Лонго.
Друга местна музикална формация е оркестърът Ди Фиати Медитеранеа Чита Ди Амантеа (Orchestra di Fiati Mediterranea Città di Amantea) , основан на 10 май 2005 година от 50 млади музиканти с диригент Анджело Де Паола.
Амантеа е родното място на Алесaндро Лонго. 

### Кухня
Амантеа е известна със своя типичен десерт бокуното (Buccunotto), който е под формата на лодка с пълнеж от шоколад, подправки и други съставки, които биват пазени в тайна от тези, които го приготвят. Друго традиционно ястие са сушените смокини с пълнеж от черен или бял шоколад. Приготвянето на рибни ястия също заема важно място в кухнята на Амантеа. Хамсията, сардините и розамарина, са приготвени от местните фирми и майстори, които съвестно следват рецептите, предадени от старите рибари.

### Събития
- Карнавал
- Дните на медицината в Амантеа
- Игри на гигантски шах
- Литературната награда на Амантеа
- Денят на хората от Амантеа по целия свят
- Ла Гуaримба Международен Филмов Фестивал (La Guarimba)
- Ла Фиера, панаир, който се провежда всяка година от края на октомври до началото на ноември

## Население
Брой на населението в Амантеа по години:
| Година | 1861  | 1881  | 1901  | 1921  | 1936  | 1951   | 1971   | 1991   | 2001   |
| Жители | 4.130 | 4.649 | 5.851 | 7.835 | 8.738 | 10.792 | 10.623 | 11.913 | 13.268 |